# Friedrich Wilhelm Schumacher (Landrat)
Friedrich Wilhelm Schumacher (* 15. Januar 1786 in Odenspiel; † 2. Januar 1868 in Köln) war preußischer Landrat im Kreis Wipperfürth.

## Leben und Wirken
Schumacher war Sohn des Achsenmachers Wilhelm Schumacher und Catharina Elisabeth geb. Schurmanns. Er heiratete 1810 Maria Stahl (1790–1841), Tochter des Hofkammerrates Carl Josepf Stahl und Maria Francisca geb. Cantador.
Seine berufliche Laufbahn begann er 1807 als Domäneninspektor im Großherzogtum Berg. Ab 1812 hatte er das gleiche Amt inne im Rhein-Departement. 1814 wurde er herzoglich bergischer Domänen- und Forstrat in Düsseldorf.
Nach Ende der Franzosenzeit wurde er am 1. Mai 1816 zum kommissarischen Landrat ernannt. Am 9. Mai 1818 erfolgt die definitive Bestätigung als Landrat in Wipperfürth, und dies, obwohl er kein sonst übliches Studium vorweisen konnte. Dieses Amt hatte er bis zu seiner Pensionierung am 1. Juli 1845 inne.